# Aleksandr Vasil'evič Viskovatov
Aleksandr Vasil'evič Viskovatov (in russo Александр Васильевич Висковатов?; 22 aprile 1804 – 27 febbraio 1858) è stato uno storico e pittore russo, noto per essere stato l'illustratore della "Descrizione storica delle vesti e delle armi dell'esercito russo" (Историческое описание одежды и вооружения российских войск).

## Biografia
Le notizie biografiche su Aleksandr Vasil'evič Viskovatov sono relativamente scarse. Principalmente noto hai posteri per la sua monumentale opera di descrizione figurativa dell'equipaggiamento (vestiario, armi, armature, bardature per cavalli, ecc.) degli eserciti russi, dal tempo della Rus' di Kiev sino all'Impero russo nel quale visse e lavorò, ha indissolubilmente legato ad essa il suo nome. Il lavoro venne commissionato a Viskovatov, a quel tempo un professionista già affermato, nel 1835 dallo zar Nicola I di Russia.
Insieme ad Aleksandr Michajlovskij-Danilevskij ha realizzato e dato alle stampe una pubblicazione descrivente la Galleria militare del Palazzo d'Inverno. Sempre con Michajlovskij-Danilevskij, Viskovatov ha poi compilato la lista delle iscrizioni da apporre nel "Salone di San Giorgio" del Gran Palazzo del Cremlino, costruito per volontà dello tzar Nicola in quegli anni.
Aleksandr Viskovatov fu padre di Paul Viskovatov, altro importante letterato russo.

## Khroniki voisk rossiiskoi imperatorskoi armiii istoricheskii opisanie ikh obmundirovaniya i vooruzheniya
L'opera in 30 volumi nota Khroniki voisk rossiiskoi imperatorskoi armiii istoricheskii opisanie ikh obmundirovaniya i vooruzheniya (Историческое описание одежды и вооружения российских войск in cirillico, it. "Descrizione storica delle vesti e delle armi dell'esercito russo"), edita a San Pietroburgo tra il 1837 ed il 1851. Ad oggi, è una delle più popolari fonti di informazione per la storia del costume militare russo, dall'anno 862 al regno di Nicola I di Russia.
La collezione completa delle 4.000 tavole che compongono la Descrizione è integralmente conservata tra i musei di San Pietroburgo e Washington. Un estratto di 493 litografie a colori venne donato dallo tzar Nicola a Federico Francesco II di Meclemburgo-Schwerin che lo depositò poi presso la Landesbibliothek Mecklenburg-Vorpommern. Al termine della seconda guerra mondiale, le litografie Viskovatov erano scomparse dalla Landesbibliothek, presumibilmente sottratte come bottino di guerra. Riapparvero ad un'asta di Sotheby nel 2008.
Della Descrizione sono disponibili, in lingua inglese, le seguenti parti:
- Volume 7 (The Organisation of Regiments during the Reign of Tsar Paul, 1796-1801), trad. Spring, Laurence (1999), Woking-Surrey (UK), Spring Offensive;
- Volume 10a (Organization 1801-1825), trad. Conrad, Mark (1993), Hopewell (NJ), On Military Matters (Digitalisat des Originals);
- Volume 10b (Grenadiers, Musketeers, Jagers, Marines and Carabiniers 1801-1825), trad. Conrad, Mark (1999), Partizan Press, ISBN 1858180554;
- Volume 11 (Cuirassiers, Dragoons, Horse Jagers, Hussars, Lancers, Gendarmes, and the Train 1801-1825), trad. Conrad, Mark (1999), Partizan Press, ISBN 1858180570;
- Recentemente l'editore italiano Soldiershop ha intrapreso la completa riedizione "ricolorata" della intera collezione dei volumi Viskovatov in lingua inglese. A oggi è stata realizzata la gran parte dei volumi relativi al periodo napoleonico e a quello di Caterina la Grande. (https://web.archive.org/web/20161220090600/http://www.soldiershop.com/libri/print-on-demand/ Soldiershop Viskovatov books]);